# Saison 2010-2011 du Cardiff City FC
Maillots
Chronologie
Saison suivante
La saison 2010-2011 du Cardiff City FC est la 84e depuis l'inscription du club dans le championnat anglais en 1920. L'équipe évolue pour la huitième saison consécutive en Championship (deuxième division anglaise). Le président du club, Peter Ridsdale quitte Cardiff City le 31 mai 2010, cédant la place à un investisseur malaisien, Datuk Chan Tien Ghee qui achète 49 % des parts du club pour un montant de 6 millions de livres.

## Effectif de la saison

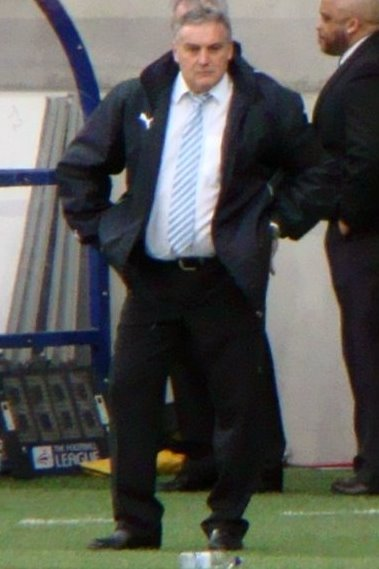
Dave Jones, entraîneur du Cardiff City FC.

## Événements de la saison

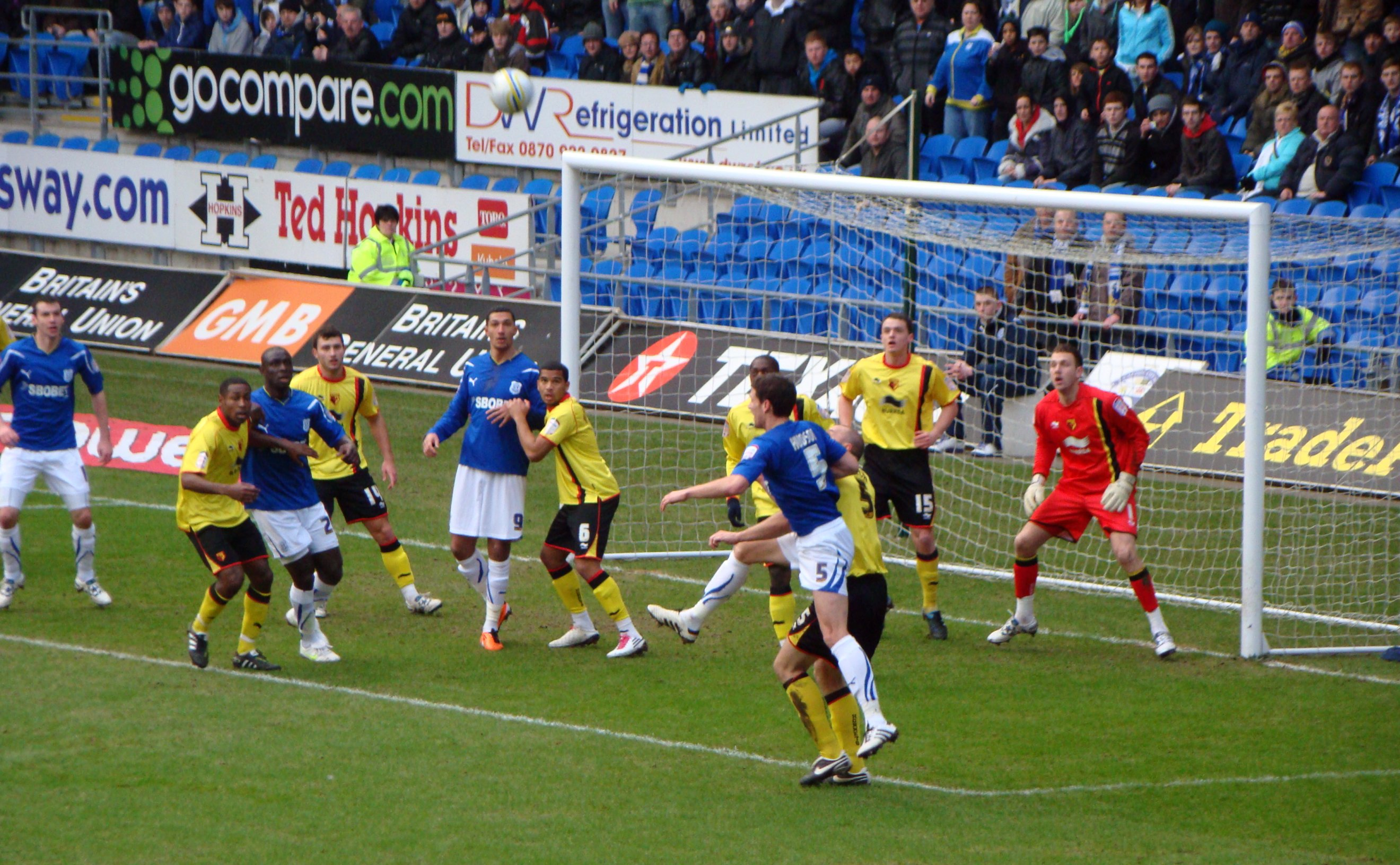
Cardiff-Watford, 22 janvier 2011.

- 27 mai 2010 : l'investisseur malaisien Datuk Chan Tien Ghee devient le nouveau président du club à la place de Peter Ridsdale.
- 10 juin 2010 : le club paie une dette de 1,9 million de livres au HM Revenue and Customs.
- 13 novembre 2010 : Jay Bothroyd est appelé en équipe d'Angleterre de football pour jouer un match contre la France[4] (score final: 2-1 pour la France). Il entre à la 74e minute à la place d'Andrew Carroll et devient par là-même le premier joueur anglais sélectionné pour l'équipe de Cardiff.
- 22 janvier 2011 : à la suite d'une grave blessure alors qu'il jouait au club d'Arsenal, Aaron Ramsey est prêté pour un mois à Cardiff City, club qu'il a quitté trois ans plus tôt[5].
- 26 février 2011 : Adam Matthews, en fin de contrat en juin avec Cardiff, signe un contrat de trois ans pour le club écossais du Celtic[6].
- 4 mars 2011 : Stephen Bywater est prêté en urgence à Cardiff City par Derby County à la suite de la blessure du deuxième gardien de l'équipe, David Marshall[7].
- 24 mars 2011 : Jlloyd Samuel est prêté à Cardiff jusqu'à la fin de la saison[8].
- 2 mai 2011 : Une défaite (0-3) à domicile contre Middlesbrough lors de l'avant-dernière journée de championnat prive Cardiff de la promotion automatique et l'oblige à passer par les barrages[9].
- 17 mai 2011 : Battu lourdement en demi-finale retour des play-offs d'accession (0-3) à domicile, Cardiff City termine la saison difficilement[10].
- 30 mai 2011 : À la suite de l'échec sportif de la saison,  Dave Jones, l'entraîneur du club, est licencié[11].

## Championnat

### Classement
- Pour consulter le classement complet de la saison, voir l'article Championnat d'Angleterre de football D2 2010-2011

| Rang | Équipe            | Pts | J  | G  | N  | P  | Bp | Bc | Diff |
| ---- | ----------------- | --- | -- | -- | -- | -- | -- | -- | ---- |
| 2    | Norwich City (P)  | 84  | 46 | 23 | 15 | 8  | 83 | 58 | +25  |
| 3    | Swansea City      | 80  | 46 | 24 | 10 | 12 | 69 | 42 | +27  |
| 4    | Cardiff City      | 80  | 46 | 23 | 9  | 14 | 76 | 54 | +22  |
| 5    | Reading           | 77  | 46 | 20 | 17 | 9  | 77 | 51 | +26  |
| 6    | Nottingham Forest | 75  | 46 | 20 | 15 | 11 | 69 | 50 | +19  |

| Légende : Qualifications et relégations | Légende : Qualifications et relégations                       |
| --------------------------------------- | ------------------------------------------------------------- |
|                                         | Promu en Premier League                                       |
|                                         | Qualification pour les barrages d'accession en Premier League |

| Rang | Nom                 | Buts |
| ---- | ------------------- | ---- |
| 1    | Jay Bothroyd        | 18   |
| 2    | Craig Bellamy       | 11   |
| 2    | Peter Whittingham   | 11   |
| 4    | Michael Chopra      | 9    |
| 5    | Seyi Olofinjana     | 6    |
| 6    | Chris Burke         | 5    |
| 7    | Jay Emmanuel-Thomas | 2    |
| 7    | Dekel Keinan        | 2    |
| 7    | Andy Keogh          | 2    |
| 7    | Jason Koumas        | 2    |
| 7    | Lee Naylor          | 2    |
| 12   | Gábor Gyepes        | 1    |
| 12   | Jon Parkin          | 1    |
| 12   | Paul Quinn          | 1    |
| 12   | Gavin Rae           | 1    |
| 12   | Aaron Ramsey        | 1    |

| Rang | Nom            | Buts |
| ---- | -------------- | ---- |
| 1    | Jay Bothroyd   | 2    |
| 1    | Michael Chopra | 2    |
| 1    | Ross McCormack | 2    |

| Rang | Nom                 | Buts |
| ---- | ------------------- | ---- |
| 1    | Jay Bothroyd        | 20   |
| 2    | Craig Bellamy       | 11   |
| 2    | Michael Chopra      | 11   |
| 2    | Peter Whittingham   | 11   |
| 5    | Seyi Olofinjana     | 6    |
| 6    | Chris Burke         | 5    |
| 7    | Jay Emmanuel-Thomas | 2    |
| 7    | Dekel Keinan        | 2    |
| 7    | Andy Keogh          | 2    |
| 7    | Jason Koumas        | 2    |
| 7    | Ross McCormack      | 2    |
| 7    | Lee Naylor          | 2    |
| 13   | Gábor Gyepes        | 1    |
| 13   | Jon Parkin          | 1    |
| 13   | Paul Quinn          | 1    |
| 13   | Gavin Rae           | 1    |
| 13   | Aaron Ramsey        | 1    |

### Buteurs en coupes

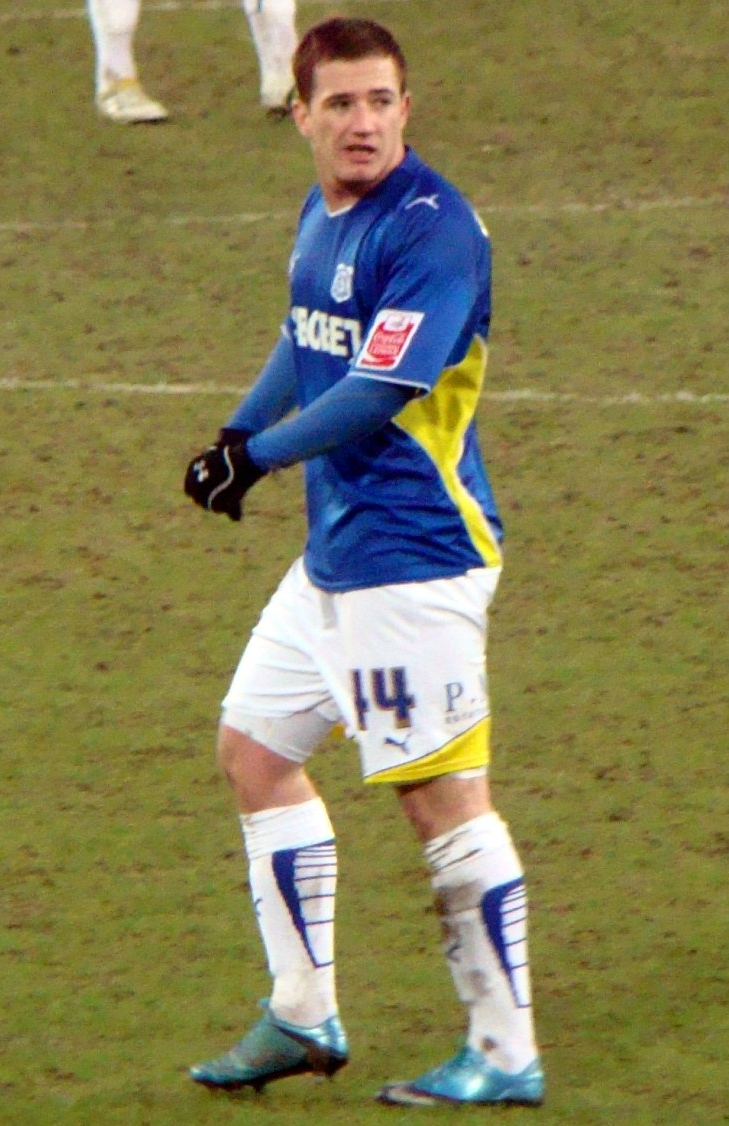
Ross McCormack, buteur en coupe, quitte Cardiff pour Leeds United quelques jours plus tard.

## Transferts

### Mercato d'été
| Type de transfert | Nom               | Contrat        | Provenance / Destination |
| Arrivées          | Thomas Heaton     | Transfert      | Manchester United (D1)   |
| Arrivées          | Martin John       | Transfert      | Argentinos Juniors (D1)  |
| Arrivées          | Lee Naylor        | Transfert      | Celtic (D1)              |
| Arrivées          | Chris Riggott     | Transfert      | Middlesbrough (D2)       |
| Arrivées          | Craig Bellamy     | Prêt           | Manchester City (D1)     |
| Arrivées          | Daniel Drinkwater | Prêt           | Manchester United (D1)   |
| Arrivées          | Andy Keogh        | Prêt           | Wolverhampton (D1)       |
| Arrivées          | Jason Koumas      | Prêt           | Wigan (D1)               |
| Arrivées          | Seyi Olofinjana   | Prêt           | Hull City (D1)           |
| Départs           | Tony Capaldi      | Résiliation    | Morecambe (D4)           |
| Départs           | Darren Dennehy    | Transfert      | Barnet (D4)              |
| Départs           | Peter Enckelman   | Résiliation    | Saint Johnstone (D1)     |
| Départs           | Warren Feeney     | Résiliation    | Oldham (D3)              |
| Départs           | Mark Kennedy      | Transfert      | Ipswich Town (D2)        |
| Départs           | Joe Ledley        | Fin de contrat | Celtic (D1)              |
| Départs           | Ross McCormack    | Transfert      | Leeds United (D2)        |
| Départs           | Josh Magennis     | Résiliation    | Aberdeen (D1)            |
| Départs           | Aaron Morris      | Résiliation    | Aldershot Town (D4)      |

### Mercato d'hiver
| Type de transfert | Nom                 | Contrat        | Provenance / Destination     |
| Arrivées          | Jon Parkin          | Transfert      | Preston North End (D2)       |
| Arrivées          | Dekel Keinan        | Transfert      | Blackpool (D1)               |
| Arrivées          | Jay Emmanuel-Thomas | Prêt           | Arsenal (D1)                 |
| Arrivées          | Aaron Ramsey        | Prêt           | Arsenal (D1)                 |
| Arrivées          | Jason Brown         | Prêt           | Blackburn Rovers (D1)        |
| Arrivées          | Stephen Bywater     | Prêt           | Derby County (D2)            |
| Arrivées          | Jlloyd Samuel       | Prêt           | Bolton Wanderers (D1)        |
| Départ            | Miguel Comminges    | Transfert      | Southend United (D4)         |
| Départ            | Aaron Wildig        | Prêt           | Hamilton Academical (D1)     |
| Départ            | Daniel Drinkwater   | Retour de prêt | Manchester United (D1)       |
| Départ            | Andy Keogh          | Retour de prêt | Wolverhampton Wanderers (D1) |
| Départ            | Chris Riggott       | Résiliation    | sans club                    |

### Joueurs prêtés en cours de saison
| Nom              | Destination               | Début du prêt | Fin du prêt | Source |
| Jonathan Meades  | Moss FK (D2)              | 18 août       | 20 novembre |        |
| Anthony Gerrard  | Hull City (D2)            | 30 août       |             |        |
| Martin John      | Newport County (D5)       | 9 septembre   | 10 décembre |        |
| Nathaniel Jarvis | Southend United (D4)      | 24 septembre  | 25 octobre  |        |
| Solomon Taiwo    | Dagenham & Redbridge (D3) | 29 octobre    |             |        |
| Miguel Comminges | Carlisle United (D3)      | 24 novembre   | 31 décembre |        |
| Aaron Wildig     | Hamilton Academical (D1)  | 25 janvier    |             |        |

## Rencontres de la saison

### Matchs amicaux
| Amical         | Bath City | 0 - 2   | Cardiff City            |                                      |                                      |
| 8 juillet 2010 |           | (0 - 1) | 4e Bothroyd · 47e Burke | Twerton Park, Bath Spectateurs : 780 | Twerton Park, Bath Spectateurs : 780 |
| 8 juillet 2010 | (Rapport) |         |                         | Twerton Park, Bath Spectateurs : 780 | Twerton Park, Bath Spectateurs : 780 |

| Amical          | Portimonense                           | 3 - 0   | Cardiff City |                                                             |                                                             |
| 17 juillet 2010 | 5e Candeias · 20e Moita · 80e Anderson | (2 - 0) |              | Estádio Municipal de Portimão, Portimão Spectateurs : 1 914 | Estádio Municipal de Portimão, Portimão Spectateurs : 1 914 |
| 17 juillet 2010 | (Rapport)                              |         |              | Estádio Municipal de Portimão, Portimão Spectateurs : 1 914 | Estádio Municipal de Portimão, Portimão Spectateurs : 1 914 |

| Amical          | Notts County   | 0 - 2   | Cardiff City |                                             |                                             |
| 24 juillet 2010 | 28e 43e Hughes | (0 - 2) |              | Meadow Lane, Nottingham Spectateurs : 2 490 | Meadow Lane, Nottingham Spectateurs : 2 490 |
| 24 juillet 2010 | (Rapport)      |         |              | Meadow Lane, Nottingham Spectateurs : 2 490 | Meadow Lane, Nottingham Spectateurs : 2 490 |

| Amical          | Cardiff City | 0 - 1   | Deportivo La Corogne |                                                    |                                                    |
| 24 juillet 2010 |              | (0 - 0) | 83e Dioni            | Cardiff City Stadium, Cardiff Spectateurs : 10 208 | Cardiff City Stadium, Cardiff Spectateurs : 10 208 |
| 24 juillet 2010 | (Rapport)    |         |                      | Cardiff City Stadium, Cardiff Spectateurs : 10 208 | Cardiff City Stadium, Cardiff Spectateurs : 10 208 |

### Championship
| Journée 1        | Cardiff City | 1 - 1   | Sheffield United |                                                                             |                                                                             |
| 8 août 2010 15 h | Bothroyd 62e | (0 - 1) | 24e Evans        | Cardiff City Stadium, Cardiff Spectateurs : 20 573 Arbitrage : Peter Walton | Cardiff City Stadium, Cardiff Spectateurs : 20 573 Arbitrage : Peter Walton |
| 8 août 2010 15 h | (Rapport)    |         |                  | Cardiff City Stadium, Cardiff Spectateurs : 20 573 Arbitrage : Peter Walton | Cardiff City Stadium, Cardiff Spectateurs : 20 573 Arbitrage : Peter Walton |

| Journée 2         | Derby County | 1 - 2   | Cardiff City           |                                                                   |                                                                   |
| 14 août 2010 15 h | Cywka 25e    | (1 - 1) | 24e Chopra · 78e Burke | Pride Park Stadium, Derby Spectateurs : 25 103 Arbitrage : Miller | Pride Park Stadium, Derby Spectateurs : 25 103 Arbitrage : Miller |
| 14 août 2010 15 h | (Rapport)    |         |                        | Pride Park Stadium, Derby Spectateurs : 25 103 Arbitrage : Miller | Pride Park Stadium, Derby Spectateurs : 25 103 Arbitrage : Miller |

| Journée 3         | Cardiff City                               | 4 - 0   | Doncaster Rovers |                                                                          |                                                                          |
| 21 août 2010 15 h | Bothroyd 36e 62e · Burke 68e · Bellamy 84e | (1 - 0) |                  | Cardiff City Stadium, Cardiff Spectateurs : 24 027 Arbitrage : Swarbrick | Cardiff City Stadium, Cardiff Spectateurs : 24 027 Arbitrage : Swarbrick |
| 21 août 2010 15 h | (Rapport)                                  |         |                  | Cardiff City Stadium, Cardiff Spectateurs : 24 027 Arbitrage : Swarbrick | Cardiff City Stadium, Cardiff Spectateurs : 24 027 Arbitrage : Swarbrick |

| Journée 4         | Portsmouth | 0 - 2   | Cardiff City                     |                                                                |                                                                |
| 28 août 2010 15 h |            | (0 - 1) | 24e (csc) Mullins · 49e Bothroyd | Fratton Park, Portsmouth Spectateurs : 15 866 Arbitrage : Penn | Fratton Park, Portsmouth Spectateurs : 15 866 Arbitrage : Penn |
| 28 août 2010 15 h | (Rapport)  |         |                                  | Fratton Park, Portsmouth Spectateurs : 15 866 Arbitrage : Penn | Fratton Park, Portsmouth Spectateurs : 15 866 Arbitrage : Penn |

| Journée 5              | Cardiff City             | 2 - 0   | Hull City |                                                                         |                                                                         |
| 11 septembre 2010 15 h | Olofinjana 20e · Rae 81e | (1 - 0) |           | Cardiff City Stadium, Cardiff Spectateurs : 24 083 Arbitrage : Langford | Cardiff City Stadium, Cardiff Spectateurs : 24 083 Arbitrage : Langford |
| 11 septembre 2010 15 h | (Rapport)                |         |           | Cardiff City Stadium, Cardiff Spectateurs : 24 083 Arbitrage : Langford | Cardiff City Stadium, Cardiff Spectateurs : 24 083 Arbitrage : Langford |

| Journée 6                 | Leicester City | 2 - 1   | Cardiff City |                                                                   |                                                                   |
| 14 septembre 2010 19 h 45 | King 51e 68e   | (0 - 1) | 26e Naylor   | Walkers Stadium, Leicester Spectateurs : 20 510 Arbitrage : Evans | Walkers Stadium, Leicester Spectateurs : 20 510 Arbitrage : Evans |
| 14 septembre 2010 19 h 45 | (Rapport)      |         |              | Walkers Stadium, Leicester Spectateurs : 20 510 Arbitrage : Evans | Walkers Stadium, Leicester Spectateurs : 20 510 Arbitrage : Evans |

| Journée 7              | Ipswich Town                      | 2 - 0   | Cardiff City |                                                               |                                                               |
| 18 septembre 2010 15 h | Matthews 62e (csc) · Scotland 74e | (0 - 0) |              | Portman Road, Ipswich Spectateurs : 22 599 Arbitrage : Graham | Portman Road, Ipswich Spectateurs : 22 599 Arbitrage : Graham |
| 18 septembre 2010 15 h | (Rapport)                         |         |              | Portman Road, Ipswich Spectateurs : 22 599 Arbitrage : Graham | Portman Road, Ipswich Spectateurs : 22 599 Arbitrage : Graham |

| Journée 8              | Cardiff City             | 2 - 1   | Millwall   |                                                                          |                                                                          |
| 25 septembre 2010 12 h | Bothroyd 24e · Keogh 89e | (1 - 1) | 10e Barron | Cardiff City Stadium, Cardiff Spectateurs : 23 010 Arbitrage : Lee Mason | Cardiff City Stadium, Cardiff Spectateurs : 23 010 Arbitrage : Lee Mason |
| 25 septembre 2010 12 h | (Rapport)                |         |            | Cardiff City Stadium, Cardiff Spectateurs : 23 010 Arbitrage : Lee Mason | Cardiff City Stadium, Cardiff Spectateurs : 23 010 Arbitrage : Lee Mason |

| Journée 9                 | Cardiff City | 0 - 0   | Crystal Palace |                                                                       |                                                                       |
| 28 septembre 2010 19 h 45 |              | (0 - 0) |                | Cardiff City Stadium, Cardiff Spectateurs : 22 007 Arbitrage : Tanner | Cardiff City Stadium, Cardiff Spectateurs : 22 007 Arbitrage : Tanner |
| 28 septembre 2010 19 h 45 | (Rapport)    |         |                | Cardiff City Stadium, Cardiff Spectateurs : 22 007 Arbitrage : Tanner | Cardiff City Stadium, Cardiff Spectateurs : 22 007 Arbitrage : Tanner |

| Journée 10          | Barnsley     | 1 - 2   | Cardiff City                 |                                                                   |                                                                   |
| 2 octobre 2010 15 h | Shackell 63e | (0 - 1) | 42e Bellamy · 67e Olofinjana | Oakwell Stadium, Barnsley Spectateurs : 11 211 Arbitrage : Kettle | Oakwell Stadium, Barnsley Spectateurs : 11 211 Arbitrage : Kettle |
| 2 octobre 2010 15 h | (Rapport)    |         |                              | Oakwell Stadium, Barnsley Spectateurs : 11 211 Arbitrage : Kettle | Oakwell Stadium, Barnsley Spectateurs : 11 211 Arbitrage : Kettle |

| Journée 11           | Cardiff City                       | 3 - 2   | Bristol City          |                                                                     |                                                                     |
| 16 octobre 2010 12 h | Bothroyd 12e · Whittingham 46e 78e | (1 - 2) | 6e Caulker · 8e Stead | Cardiff City Stadium, Cardiff Spectateurs : 22 444 Arbitrage : Moss | Cardiff City Stadium, Cardiff Spectateurs : 22 444 Arbitrage : Moss |
| 16 octobre 2010 12 h | (Rapport)                          |         |                       | Cardiff City Stadium, Cardiff Spectateurs : 22 444 Arbitrage : Moss | Cardiff City Stadium, Cardiff Spectateurs : 22 444 Arbitrage : Moss |

| Journée 12              | Coventry City  | 1 - 2   | Cardiff City                         |                                                                  |                                                                  |
| 19 octobre 2010 19 h 45 | McSheffrey 44e | (1 - 1) | 5e (pen.) Whittingham · 87e Bothroyd | Ricoh Arena, Coventry Spectateurs : 14 604 Arbitrage : Linington | Ricoh Arena, Coventry Spectateurs : 14 604 Arbitrage : Linington |
| 19 octobre 2010 19 h 45 | (Rapport)      |         |                                      | Ricoh Arena, Coventry Spectateurs : 14 604 Arbitrage : Linington | Ricoh Arena, Coventry Spectateurs : 14 604 Arbitrage : Linington |

| Journée 13              | Leeds United | 0 - 4   | Cardiff City                               |                                                            |                                                            |
| 25 octobre 2010 19 h 45 |              | (0 - 1) | 22e 56e Bothroyd · 51e Chopra · 60e Naylor | Elland Road, Leeds Spectateurs : 20 747 Arbitrage : Oliver | Elland Road, Leeds Spectateurs : 20 747 Arbitrage : Oliver |
| 25 octobre 2010 19 h 45 | (Rapport)    |         |                                            | Elland Road, Leeds Spectateurs : 20 747 Arbitrage : Oliver | Elland Road, Leeds Spectateurs : 20 747 Arbitrage : Oliver |

| Journée 14           | Cardiff City                                      | 3 - 1   | Norwich City |                                                                      |                                                                      |
| 30 octobre 2010 15 h | Bothroyd 9e · Chopra 12e · Whittingham 37e (pen.) | (3 - 1) | 34e Hoolahan | Cardiff City Stadium, Cardiff Spectateurs : 24 634 Arbitrage : Scott | Cardiff City Stadium, Cardiff Spectateurs : 24 634 Arbitrage : Scott |
| 30 octobre 2010 15 h | (Rapport)                                         |         |              | Cardiff City Stadium, Cardiff Spectateurs : 24 634 Arbitrage : Scott | Cardiff City Stadium, Cardiff Spectateurs : 24 634 Arbitrage : Scott |

| Journée 15              | Cardiff City | 0 - 1   | Swansea City |                                                                      |                                                                      |
| 7 novembre 2010 13 h 10 |              | (0 - 0) | 75e Emnes    | Cardiff City Stadium, Cardiff Spectateurs : 26 049 Arbitrage : Jones | Cardiff City Stadium, Cardiff Spectateurs : 26 049 Arbitrage : Jones |
| 7 novembre 2010 13 h 10 | (Rapport)    |         |              | Cardiff City Stadium, Cardiff Spectateurs : 26 049 Arbitrage : Jones | Cardiff City Stadium, Cardiff Spectateurs : 26 049 Arbitrage : Jones |

| Journée 16            | Reading   | 1 - 1   | Cardiff City |                                                                        |                                                                        |
| 10 novembre 2010 22 h | Hunt 5e   | (1 - 0) | 77e Bothroyd | Madejski Stadium, Reading Spectateurs : 17 960 Arbitrage : Andy D'Urso | Madejski Stadium, Reading Spectateurs : 17 960 Arbitrage : Andy D'Urso |
| 10 novembre 2010 22 h | (Rapport) |         |              | Madejski Stadium, Reading Spectateurs : 17 960 Arbitrage : Andy D'Urso | Madejski Stadium, Reading Spectateurs : 17 960 Arbitrage : Andy D'Urso |

| Journée 17            | Scunthorpe United            | 2 - 4   | Cardiff City                                 |                                                                    |                                                                    |
| 13 novembre 2010 15 h | McDonald 45e · N'Guessan 73e | (1 - 3) | 2e 34e Bothroyd · 9e Chopra · 79e Olofinjana | Glanford Park, Scunthorpe Spectateurs : 5 333 Arbitrage : Ilderton | Glanford Park, Scunthorpe Spectateurs : 5 333 Arbitrage : Ilderton |
| 13 novembre 2010 15 h | (Rapport)                    |         |                                              | Glanford Park, Scunthorpe Spectateurs : 5 333 Arbitrage : Ilderton | Glanford Park, Scunthorpe Spectateurs : 5 333 Arbitrage : Ilderton |

| Journée 18            | Cardiff City | 0 - 2   | Nottingham Forest            |                                                                        |                                                                        |
| 20 novembre 2010 15 h |              | (0 - 1) | 23e McGugan · 84e Blackstock | Cardiff City Stadium, Cardiff Spectateurs : 23 526 Arbitrage : Webster | Cardiff City Stadium, Cardiff Spectateurs : 23 526 Arbitrage : Webster |
| 20 novembre 2010 15 h | (Rapport)    |         |                              | Cardiff City Stadium, Cardiff Spectateurs : 23 526 Arbitrage : Webster | Cardiff City Stadium, Cardiff Spectateurs : 23 526 Arbitrage : Webster |

| Journée 19            | Queens Park Rangers      | 2 - 1   | Cardiff City |                                                                    |                                                                    |
| 27 novembre 2010 15 h | Gorkšs 18e · Taarabt 68e | (1 - 1) | 13e Bellamy  | Loftus Road, Londres Spectateurs : 17 316 Arbitrage : Kevin Friend | Loftus Road, Londres Spectateurs : 17 316 Arbitrage : Kevin Friend |
| 27 novembre 2010 15 h | (Rapport)                |         |              | Loftus Road, Londres Spectateurs : 17 316 Arbitrage : Kevin Friend | Loftus Road, Londres Spectateurs : 17 316 Arbitrage : Kevin Friend |

| Journée 20           | Cardiff City | 1 - 1   | Preston North End |                                                                        |                                                                        |
| 4 décembre 2010 15 h | Keogh 90+4e  | (0 - 1) | 26e Tonge         | Cardiff City Stadium, Cardiff Spectateurs : 21 151 Arbitrage : Deadman | Cardiff City Stadium, Cardiff Spectateurs : 21 151 Arbitrage : Deadman |
| 4 décembre 2010 15 h | (Rapport)    |         |                   | Cardiff City Stadium, Cardiff Spectateurs : 21 151 Arbitrage : Deadman | Cardiff City Stadium, Cardiff Spectateurs : 21 151 Arbitrage : Deadman |

| Journée 21            | Middlesbrough   | 1 - 0   | Cardiff City |                                                                         |                                                                         |
| 11 décembre 2010 15 h | Arca 40e (pen.) | (1 - 0) |              | Riverside Stadium, Middlesbrough Spectateurs : 14 250 Arbitrage : Bates | Riverside Stadium, Middlesbrough Spectateurs : 14 250 Arbitrage : Bates |
| 11 décembre 2010 15 h | (Rapport)       |         |              | Riverside Stadium, Middlesbrough Spectateurs : 14 250 Arbitrage : Bates | Riverside Stadium, Middlesbrough Spectateurs : 14 250 Arbitrage : Bates |

| Journée 22            | Cardiff City | reporté | Burnley |                               |                               |
| 18 décembre 2010 15 h |              |         |         | Cardiff City Stadium, Cardiff | Cardiff City Stadium, Cardiff |

| Journée 23            | Cardiff City                 | 2 - 0   | Coventry City |                                                                          |                                                                          |
| 26 décembre 2010 15 h | Olofinjana 21e · Bellamy 83e | (1 - 0) |               | Cardiff City Stadium, Cardiff Spectateurs : 24 595 Arbitrage : Salisbury | Cardiff City Stadium, Cardiff Spectateurs : 24 595 Arbitrage : Salisbury |
| 26 décembre 2010 15 h | (Rapport)                    |         |               | Cardiff City Stadium, Cardiff Spectateurs : 24 595 Arbitrage : Salisbury | Cardiff City Stadium, Cardiff Spectateurs : 24 595 Arbitrage : Salisbury |

| Journée 24            | Watford                                           | 4 - 1   | Cardiff City    |                                                                 |                                                                 |
| 28 décembre 2010 15 h | Graham 24e 84e (pen.) · Sordell 57e · Eustace 64e | (1 - 1) | 16e Whittingham | Vicarage Road, Watford Spectateurs : 14 560 Arbitrage : Haywood | Vicarage Road, Watford Spectateurs : 14 560 Arbitrage : Haywood |
| 28 décembre 2010 15 h | (Rapport)                                         |         |                 | Vicarage Road, Watford Spectateurs : 14 560 Arbitrage : Haywood | Vicarage Road, Watford Spectateurs : 14 560 Arbitrage : Haywood |

| Journée 25            | Bristol City                                | 3 - 0   | Cardiff City |                                                                       |                                                                       |
| 1er janvier 2011 15 h | Pitman 3e · Johnson 39e · Campbell-Ryce 55e | (2 - 0) |              | Ashton Gate Stadium, Bristol Spectateurs : 15 683 Arbitrage : Attwell | Ashton Gate Stadium, Bristol Spectateurs : 15 683 Arbitrage : Attwell |
| 1er janvier 2011 15 h | (Rapport)                                   |         |              | Ashton Gate Stadium, Bristol Spectateurs : 15 683 Arbitrage : Attwell | Ashton Gate Stadium, Bristol Spectateurs : 15 683 Arbitrage : Attwell |

| Journée 26             | Cardiff City                           | 2 - 1   | Leeds United         |                                                                       |                                                                       |
| 4 janvier 2011 19 h 45 | Craig Bellamy 11e · Michael Chopra 79e | (1 - 0) | 59e Robert Snodgrass | Cardiff City Stadium, Cardiff Spectateurs : 25 010 Arbitrage : D'Urso | Cardiff City Stadium, Cardiff Spectateurs : 25 010 Arbitrage : D'Urso |
| 4 janvier 2011 19 h 45 | (Rapport)                              |         |                      | Cardiff City Stadium, Cardiff Spectateurs : 25 010 Arbitrage : D'Urso | Cardiff City Stadium, Cardiff Spectateurs : 25 010 Arbitrage : D'Urso |

| Journée 27           | Norwich City     | 1 - 1   | Cardiff City  |                                                              |                                                              |
| 15 janvier 2011 15 h | Chris Martin 90e | (0 - 1) | 7e Jon Parkin | Carrow Road, Norwich Spectateurs : 25 270 Arbitrage : Stroud | Carrow Road, Norwich Spectateurs : 25 270 Arbitrage : Stroud |
| 15 janvier 2011 15 h | (Rapport)        |         |               | Carrow Road, Norwich Spectateurs : 25 270 Arbitrage : Stroud | Carrow Road, Norwich Spectateurs : 25 270 Arbitrage : Stroud |

| Journée 28           | Cardiff City                                                                 | 4 - 2   | Watford                               |                                                                       |                                                                       |
| 22 janvier 2011 15 h | Craig Bellamy 14e · Michael Chopra 17e · Jay Bothroyd 32e · Gábor Gyepes 83e | (3 - 1) | 33e Will Buckley · 48e Marvin Sordell | Cardiff City Stadium, Cardiff Spectateurs : 23 702 Arbitrage : Tanner | Cardiff City Stadium, Cardiff Spectateurs : 23 702 Arbitrage : Tanner |
| 22 janvier 2011 15 h | (Rapport)                                                                    |         |                                       | Cardiff City Stadium, Cardiff Spectateurs : 23 702 Arbitrage : Tanner | Cardiff City Stadium, Cardiff Spectateurs : 23 702 Arbitrage : Tanner |

| Journée 29               | Cardiff City                           | 2 - 2   | Reading                                       |                                                                     |                                                                     |
| 1er février 2011 19 h 45 | Jay Bothroyd 48e · Craig Bellamy 90+7e | (0 - 1) | 21e Mikele Leigertwood · 90+2e Mathieu Manset | Cardiff City Stadium, Cardiff Spectateurs : 21 405 Arbitrage : Ward | Cardiff City Stadium, Cardiff Spectateurs : 21 405 Arbitrage : Ward |
| 1er février 2011 19 h 45 | (Rapport)                              |         |                                               | Cardiff City Stadium, Cardiff Spectateurs : 21 405 Arbitrage : Ward | Cardiff City Stadium, Cardiff Spectateurs : 21 405 Arbitrage : Ward |

| Journée 30             | Swansea City | 0 - 1   | Cardiff City      |                                                                  |                                                                  |
| 6 février 2011 13 h 15 |              | (0 - 0) | 85e Craig Bellamy | Liberty Stadium, Swansea Spectateurs : 18 280 Arbitrage : Halsey | Liberty Stadium, Swansea Spectateurs : 18 280 Arbitrage : Halsey |
| 6 février 2011 13 h 15 | (Rapport)    |         |                   | Liberty Stadium, Swansea Spectateurs : 18 280 Arbitrage : Halsey | Liberty Stadium, Swansea Spectateurs : 18 280 Arbitrage : Halsey |

| Journée 31           | Cardiff City        | 1 - 0   | Scunthorpe United |                                                                         |                                                                         |
| 12 février 2011 15 h | Seyi Olofinjana 85e | (0 - 0) |                   | Cardiff City Stadium, Cardiff Spectateurs : 21 604 Arbitrage : Crossley | Cardiff City Stadium, Cardiff Spectateurs : 21 604 Arbitrage : Crossley |
| 12 février 2011 15 h | (Rapport)           |         |                   | Cardiff City Stadium, Cardiff Spectateurs : 21 604 Arbitrage : Crossley | Cardiff City Stadium, Cardiff Spectateurs : 21 604 Arbitrage : Crossley |

| Journée 22 (match reporté) | Cardiff City         | 1 - 1   | Burnley             |                                                                     |                                                                     |
| 15 février 2011 15 h       | Michael Chopra 45+1e | (1 - 0) | 83e Steven Thompson | Cardiff City Stadium, Cardiff Spectateurs : 21 307 Arbitrage : East | Cardiff City Stadium, Cardiff Spectateurs : 21 307 Arbitrage : East |
| 15 février 2011 15 h       | (Rapport)            |         |                     | Cardiff City Stadium, Cardiff Spectateurs : 21 307 Arbitrage : East | Cardiff City Stadium, Cardiff Spectateurs : 21 307 Arbitrage : East |

| Journée 32           | Nottingham Forest                    | 2 - 1   | Cardiff City                 |                                                               |                                                               |
| 19 février 2011 15 h | Wes Morgan 32e · Robert Earnshaw 67e | (1 - 0) | 64e (pen.) Peter Whittingham | City Ground, Nottingham Spectateurs : 26 019 Arbitrage : Moss | City Ground, Nottingham Spectateurs : 26 019 Arbitrage : Moss |
| 19 février 2011 15 h | (Rapport)                            |         |                              | City Ground, Nottingham Spectateurs : 26 019 Arbitrage : Moss | City Ground, Nottingham Spectateurs : 26 019 Arbitrage : Moss |

| Journée 33              | Cardiff City                          | 2-0   | Leicester City |                                                                               |                                                                               |
| 22 février 2011 19 h 45 | Michael Chopra 21e · Aaron Ramsey 52e | (1-0) |                | Cardiff City Stadium, Cardiff Spectateurs : 22 410 Arbitrage : Danny McDermid | Cardiff City Stadium, Cardiff Spectateurs : 22 410 Arbitrage : Danny McDermid |
| 22 février 2011 19 h 45 | (Rapport)                             |       |                | Cardiff City Stadium, Cardiff Spectateurs : 22 410 Arbitrage : Danny McDermid | Cardiff City Stadium, Cardiff Spectateurs : 22 410 Arbitrage : Danny McDermid |

| Journée 34           | Hull City | 0-2   | Cardiff City                                   |                                                                         |                                                                         |
| 26 février 2011 15 h |           | (0-0) | 65e Michael Chopra · 90+3e Jay Emmanuel-Thomas | KC Stadium, Kingston-upon-Hull Spectateurs : 21 441 Arbitrage : Tierney | KC Stadium, Kingston-upon-Hull Spectateurs : 21 441 Arbitrage : Tierney |
| 26 février 2011 15 h | (Rapport) |       |                                                | KC Stadium, Kingston-upon-Hull Spectateurs : 21 441 Arbitrage : Tierney | KC Stadium, Kingston-upon-Hull Spectateurs : 21 441 Arbitrage : Tierney |

| Journée 35          | Cardiff City | 0-2   | Ipswich Town          |                                                                      |                                                                      |
| 5 mars 2011 17 h 20 |              | (0-0) | 67e 86e Jimmy Bullard | Cardiff City Stadium, Cardiff Spectateurs : 21 347 Arbitrage : Bates | Cardiff City Stadium, Cardiff Spectateurs : 21 347 Arbitrage : Bates |
| 5 mars 2011 17 h 20 | (Rapport)    |       |                       | Cardiff City Stadium, Cardiff Spectateurs : 21 347 Arbitrage : Bates | Cardiff City Stadium, Cardiff Spectateurs : 21 347 Arbitrage : Bates |

| Journée 36       | Crystal Palace       | 1-0   | Cardiff City |                                                                 |                                                                 |
| 8 mars 2011 20 h | Kagisho Dikgacoi 82e | (0-0) |              | Selhurst Park, Londres Spectateurs : 12 549 Arbitrage : Russell | Selhurst Park, Londres Spectateurs : 12 549 Arbitrage : Russell |
| 8 mars 2011 20 h | (Rapport)            |       |              | Selhurst Park, Londres Spectateurs : 12 549 Arbitrage : Russell | Selhurst Park, Londres Spectateurs : 12 549 Arbitrage : Russell |

| Journée 37        | Cardiff City                             | 2-2   | Barnsley          |                                                                      |                                                                      |
| 13 mars 2011 15 h | Peter Whittingham 21e · Dekel Keinan 83e | (1-1) | 29e 89e Andy Gray | Cardiff City Stadium, Cardiff Spectateurs : 23 065 Arbitrage : Booth | Cardiff City Stadium, Cardiff Spectateurs : 23 065 Arbitrage : Booth |
| 13 mars 2011 15 h | (Rapport)                                |       |                   | Cardiff City Stadium, Cardiff Spectateurs : 23 065 Arbitrage : Booth | Cardiff City Stadium, Cardiff Spectateurs : 23 065 Arbitrage : Booth |

| Journée 38        | Millwall                                                       | 3-3   | Cardiff City                                |                                                                 |                                                                 |
| 19 mars 2011 15 h | Liam Trotter 52e (pen.) · Kevin Lisbie 62e · Steve Morison 87e | (0-0) | 49e 80e Chris Burke · 73e Peter Whittingham | The New Den, Bermondsey Spectateurs : 15 039 Arbitrage : Taylor | The New Den, Bermondsey Spectateurs : 15 039 Arbitrage : Taylor |
| 19 mars 2011 15 h | (Rapport)                                                      |       |                                             | The New Den, Bermondsey Spectateurs : 15 039 Arbitrage : Taylor | The New Den, Bermondsey Spectateurs : 15 039 Arbitrage : Taylor |

| Journée 39        | Cardiff City                                                                       | 4-1   | Derby County               |                                                                          |                                                                          |
| 2 avril 2011 15 h | Jay Bothroyd 7e (pen.) · Dekel Keinan 48e · Paul Quinn 56e · Peter Whittingham 68e | (1-0) | 90+5e (pen.) Robbie Savage | Cardiff City Stadium, Cardiff Spectateurs : 22 254 Arbitrage : Linington | Cardiff City Stadium, Cardiff Spectateurs : 22 254 Arbitrage : Linington |
| 2 avril 2011 15 h | (Rapport)                                                                          |       |                            | Cardiff City Stadium, Cardiff Spectateurs : 22 254 Arbitrage : Linington | Cardiff City Stadium, Cardiff Spectateurs : 22 254 Arbitrage : Linington |

| Journée 40        | Doncaster Rovers    | 1-3   | Cardiff City                             |                                                                    |                                                                    |
| 9 avril 2011 15 h | James Coppinger 78e | (0-1) | 15e Chris Burke · 90e 90+5e Jason Koumas | Keepmoat Stadium, Doncaster Spectateurs : 9 174 Arbitrage : Hooper | Keepmoat Stadium, Doncaster Spectateurs : 9 174 Arbitrage : Hooper |
| 9 avril 2011 15 h | (Rapport)           |       |                                          | Keepmoat Stadium, Doncaster Spectateurs : 9 174 Arbitrage : Hooper | Keepmoat Stadium, Doncaster Spectateurs : 9 174 Arbitrage : Hooper |

| Journée 41            | Sheffield United | 0-2   | Cardiff City                                |                                                                 |                                                                 |
| 12 avril 2011 19 h 45 |                  | (0-1) | 21e Craig Bellamy · 71e Jay Emmanuel-Thomas | Bramall Lane, Sheffield Spectateurs : 18 230 Arbitrage : Oliver | Bramall Lane, Sheffield Spectateurs : 18 230 Arbitrage : Oliver |
| 12 avril 2011 19 h 45 | (Rapport)        |       |                                             | Bramall Lane, Sheffield Spectateurs : 18 230 Arbitrage : Oliver | Bramall Lane, Sheffield Spectateurs : 18 230 Arbitrage : Oliver |

| Journée 42         | Cardiff City                                                    | 3-0   | Portsmouth |                                                                       |                                                                       |
| 16 avril 2011 15 h | Seyi Olofinjana 6e · Jay Bothroyd 45+2e · Peter Whittingham 73e | (1-0) |            | Cardiff City Stadium, Cardiff Spectateurs : 24 007 Arbitrage : Wright | Cardiff City Stadium, Cardiff Spectateurs : 24 007 Arbitrage : Wright |
| 16 avril 2011 15 h | (Rapport)                                                       |       |            | Cardiff City Stadium, Cardiff Spectateurs : 24 007 Arbitrage : Wright | Cardiff City Stadium, Cardiff Spectateurs : 24 007 Arbitrage : Wright |

| Journée 43         | Cardiff City                        | 2-2   | Queens Park Rangers  |                                                                      |                                                                      |
| 23 avril 2011 15 h | Jay Bothroyd 6e · Craig Bellamy 35e | (2-1) | 10e 71e Adel Taarabt | Cardiff City Stadium, Cardiff Spectateurs : 26 058 Arbitrage : Mason | Cardiff City Stadium, Cardiff Spectateurs : 26 058 Arbitrage : Mason |
| 23 avril 2011 15 h | (Rapport)                           |       |                      | Cardiff City Stadium, Cardiff Spectateurs : 26 058 Arbitrage : Mason | Cardiff City Stadium, Cardiff Spectateurs : 26 058 Arbitrage : Mason |

| Journée 44         | Preston North End | 0-1   | Cardiff City         |                                                               |                                                               |
| 25 avril 2011 15 h |                   | (0-1) | 6e Peter Whittingham | Deepdale, Preston Spectateurs : 12 818 Arbitrage : Phil Gibbs | Deepdale, Preston Spectateurs : 12 818 Arbitrage : Phil Gibbs |
| 25 avril 2011 15 h | (Rapport)         |       |                      | Deepdale, Preston Spectateurs : 12 818 Arbitrage : Phil Gibbs | Deepdale, Preston Spectateurs : 12 818 Arbitrage : Phil Gibbs |

| Journée 45            | Cardiff City | 0-3   | Middlesbrough                                            |                                                                      |                                                                      |
| 30 avril 2011 17 h 45 |              | (0-3) | 3e Leroy Lita · 13e Barry Robson · 21e Richard Smallwood | Cardiff City Stadium, Cardiff Spectateurs : 25 183 Arbitrage : Scott | Cardiff City Stadium, Cardiff Spectateurs : 25 183 Arbitrage : Scott |
| 30 avril 2011 17 h 45 | (Rapport)    |       |                                                          | Cardiff City Stadium, Cardiff Spectateurs : 25 183 Arbitrage : Scott | Cardiff City Stadium, Cardiff Spectateurs : 25 183 Arbitrage : Scott |

| Journée 46         | Burnley           | 1-1   | Cardiff City      |                                                             |                                                             |
| 8 mai 2011 12 h 45 | Jay Rodriguez 13e | (1-0) | 90e Craig Bellamy | Turf Moor, Burnley Spectateurs : 14 197 Arbitrage : Webster | Turf Moor, Burnley Spectateurs : 14 197 Arbitrage : Webster |
| 8 mai 2011 12 h 45 | (Rapport)         |       |                   | Turf Moor, Burnley Spectateurs : 14 197 Arbitrage : Webster | Turf Moor, Burnley Spectateurs : 14 197 Arbitrage : Webster |

### Play-offs
| Demi-finale aller | Reading   | 0 - 0   | Cardiff City |                                                                   |                                                                   |
| 13 mai 2011       |           | (0 - 0) |              | Madejski Stadium, Reading Spectateurs : 21 485 Arbitrage : Halsey | Madejski Stadium, Reading Spectateurs : 21 485 Arbitrage : Halsey |
| 13 mai 2011       | (Rapport) |         |              | Madejski Stadium, Reading Spectateurs : 21 485 Arbitrage : Halsey | Madejski Stadium, Reading Spectateurs : 21 485 Arbitrage : Halsey |

| Demi-finale retour | Cardiff City | 0-3   | Reading                                      |                                                                        |                                                                        |
| 17 mai 2011        |              | (0-2) | 28e 45e (pen.) Shane Long · 84e Jobi McAnuff | Cardiff City Stadium, Cardiff Spectateurs : 24 081 Arbitrage : H. Webb | Cardiff City Stadium, Cardiff Spectateurs : 24 081 Arbitrage : H. Webb |
| 17 mai 2011        | (Rapport)    |       |                                              | Cardiff City Stadium, Cardiff Spectateurs : 24 081 Arbitrage : H. Webb | Cardiff City Stadium, Cardiff Spectateurs : 24 081 Arbitrage : H. Webb |

### Coupe de la Ligue
| Premier tour | Cardiff City                                     | 4 - 1 (a.p.) | Burton Albion |                                                                          |                                                                          |
| 11 août 2010 | 17e Bothroyd · 107e 110e McCormack · 118e Chopra | (1 - 1)      | 18e Harrad    | Cardiff City Stadium, Cardiff Spectateurs : 6 080 Arbitrage : M. Russell | Cardiff City Stadium, Cardiff Spectateurs : 6 080 Arbitrage : M. Russell |
| 11 août 2010 | (Rapport)                                        |              |               | Cardiff City Stadium, Cardiff Spectateurs : 6 080 Arbitrage : M. Russell | Cardiff City Stadium, Cardiff Spectateurs : 6 080 Arbitrage : M. Russell |

| Deuxième tour | Peterborough United          | 2 - 1   | Cardiff City |                                                                           |                                                                           |
| 24 août 2010  | Mackail-Smith 74e · Boyd 88e | (0 - 1) | 31e Bothroyd | London Road Stadium, Peterborough Spectateurs : 2 806 Arbitrage : D. Webb | London Road Stadium, Peterborough Spectateurs : 2 806 Arbitrage : D. Webb |
| 24 août 2010  | (Rapport)                    |         |              | London Road Stadium, Peterborough Spectateurs : 2 806 Arbitrage : D. Webb | London Road Stadium, Peterborough Spectateurs : 2 806 Arbitrage : D. Webb |

### Coupe d'Angleterre
| Troisième tour      | Stoke City       | 1 - 1   | Cardiff City      |                                                                            |                                                                            |
| 8 janvier 2011 15 h | Tuncay Şanlı 45e | (1 - 1) | 8e Michael Chopra | Britannia Stadium (Stoke-on-Trent) Spectateurs : 18 629 Arbitrage : Halsey | Britannia Stadium (Stoke-on-Trent) Spectateurs : 18 629 Arbitrage : Halsey |
| 8 janvier 2011 15 h | (Rapport)        |         |                   | Britannia Stadium (Stoke-on-Trent) Spectateurs : 18 629 Arbitrage : Halsey | Britannia Stadium (Stoke-on-Trent) Spectateurs : 18 629 Arbitrage : Halsey |

| Troisième tour (match rejoué) | Cardiff City | 0 - 2 (a.p.) | Stoke City       |                                                                       |                                                                       |
| 18 janvier 2011 19 h 45       |              | (0 - 0)      | 92e 115e Walters | Cardiff City Stadium, Cardiff Spectateurs : 13 671 Arbitrage : Walton | Cardiff City Stadium, Cardiff Spectateurs : 13 671 Arbitrage : Walton |
| 18 janvier 2011 19 h 45       | (Rapport)    |              |                  | Cardiff City Stadium, Cardiff Spectateurs : 13 671 Arbitrage : Walton | Cardiff City Stadium, Cardiff Spectateurs : 13 671 Arbitrage : Walton |